# 20ª Squadriglia
La 20ª Squadriglia della Regia Aeronautica è attiva dal 1º giugno 1931 all'Aeroporto di Roma-Ciampino con aerei Fiat B.R.3.

## Storia
Il 1º giugno 1931 è all'Aeroporto di Roma-Ciampino (campo di Ciampino Sud) nel 46º Gruppo del 15º Stormo Aeroplani Bombardamento Diurno della Regia Aeronautica sui Fiat B.R.3.
Dal 21 novembre 1931 va all'Aeroporto di Ferrara-San Luca.
Nel settembre del 1935 fu trasferita a Guidonia Montecelio (Aeroporto di Guidonia). 
In questo periodo venne riequipaggiata con i trimotori S.M.81 di produzione SIAI (su licenza) e con motorizzazione Gnome-Rhône 14K. 

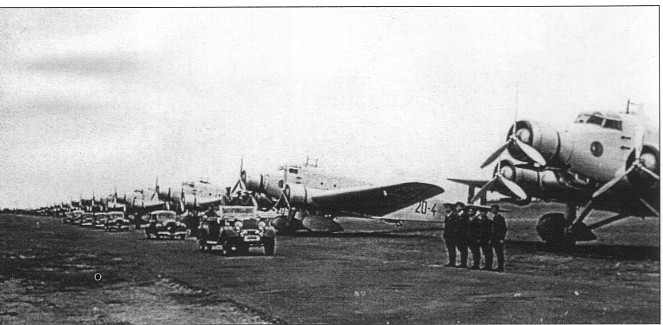
Rassegna della linea di volo del 15º Stormo con i Savoia-Marchetti S.M.81 Pipistrello della 20ª Squadriglia, 46º Gruppo.

Il 16 giugno 1936 il reparto venne inviato nella Libia italiana, all'aeroporto di Castel Benito (Aeroporto di Tripoli). 
Nel maggio 1940 l'unità viene equipaggiata con 11 S.M.79.

Un Fiat C.R.42AS della 20ª Squadriglia, 46º Gruppo del 15º Stormo ai tempi del rischieramento in Libia.

### Seconda guerra mondiale
Al 10 giugno 1940 lo Stormo era a Tarhuna e dal 13 giugno all'Aeroporto di Benina.
Il 30 giugno si trasferisce sul campo di Maraua (nel Distretto di al-Jabal al-Akhdar nella Cirenaica italiana a 65 km a sud di Beda Littoria).
Nel pomeriggio del 5 luglio lo Stormo realizzò una nuova azione di bombardamento con bombe da 50 kg. Tre S.M.79 della 21ª Squadriglia, al comando del capitano Masoero, attaccarono il campo di volo di Tishdidia insieme ad altri sei S.M.79 della 54ª Squadriglia del tenente Remorino, due apparecchi della 21ª squadriglia guidati dal maggiore Cerne, tre S.M.79 della 20ª Squadriglia del capitano Sergio Guidorzi ed altri tre apparecchi della 20ª Squadriglia al comando del tenente Recagno. Un'ora più tardi altri sei apparecchi della 53ª Squadriglia al comando del maggiore Angelo Tivegna attaccarono il campo di Bir Enba. Tutti gli apparecchi tornarono alla base attribuendosi la distruzione di sei velivoli nemici a terra e di depositi di munizioni e combustibile. 
Il giorno successivo altri dieci apparecchi dello Stormo (21ª e 54ª Squadriglia) al comando del capitano Sergio Guidorzi della 20ª attaccarono nuovamente la base di Marsa Matrouh sganciando un centinaio di bombe da 50 kg.
Il 13 luglio aerei del reparto, dopo aver attaccato navi inglesi vennero ingaggiati da una piccola formazione di Bristol Blenheim. Probabilmente uno degli S.M.79 fu seriamente danneggiato mentre almeno uno dei Bristol Blenheim venne sicuramente abbattuto e l'abbattimento venne attribuito all'aviere scelto armiere Ornani della 20ª Squadriglia del 46º Gruppo.
Il 6 settembre lo Stormo effettuò un attacco contro lo snodo ferroviario di Marsa Matrouh. Parteciparono all'azione 15 apparecchi (dieci S.M.79 del 47º Gruppo, guidati dal colonnello Silvio Napoli e dal maggiore Tivegna, con l'ausilio di cinque S.M.79 della 21ª Squadriglia guidati dal capitano Lualdi). I velivoli decollarono dalla base di Maraua. L'attacco fu eseguito sotto un intenso fuoco di sbarramento antiaereo e fu contrastato dall'azione di Gloster Gladiator del 112º Squadron. L'attacco ebbe successo e tutti gli apparecchi del 15º tornarono alla base.
Contemporaneamente, un S.M.79 della 20ª Squadriglia, al comando del capitano Guidorzi volava sul porto di Alessandria in una missione di ricognizione diurna.
In rappresaglia degli attacchi inglesi a Bengasi, il 20 settembre otto S.M.79 del 47º Gruppo (colonnello Silvio Napoli) e tre S.M.79 della 20ª Squadriglia (tenente Recagno) attaccarono nuovamente Marsa Matrouh insieme ad altri 35 apparecchi di altri reparti. Ebbe luogo in quell'occasione uno dei bombardamenti più massicci realizzati fin lì dalla Regia Aeronautica.
L'8 ottobre il 46º Gruppo venne arretrato a Castel Benito per essere riequipaggiato. I pochi velivoli in efficienza furono ceduti al 54º Gruppo mentre i rimanenti ad altre Squadriglie. I velivoli non in efficienza rimasero in forza al 15º.
Il giorno 13 dicembre lo Stormo tornò in azione. Tre S.M.79 del 54º Gruppo al comando del maggiore Cunteri decollarono dal campo Z1 per attaccare truppe nemiche nella zona di Sidi Omar, mentre il tenente Recagno, con un velivolo della 20ª Squadriglia effettuava una missione di ricognizione nella zona di confine per verificare la situazione delle truppe italiane a terra.
Il 1º gennaio 1941 lo Stormo venne trasferito al campo N3 dell'Aeroporto di Martuba.
Il 1º febbraio 1941 un S.M.79 della 20ª Squadriglia effettuò la consueta azione di sbarramento contro le colonne nemiche. Questa volta l'obiettivo era la direttrice Derna - Bengasi, nelle zone di El Hamama e Tecnis.
Il 20 settembre 1942 la 20ª e 21ª Squadriglia (46º Gruppo) si trovavano dislocate presso el-Adem (Base aerea Gamal Abd el-Nasser).
L'11 luglio 1943 circa 15 dei migliori Fiat C.R.42 ancora disponibili al 15º Stormo vennero raggruppati nella 20ª e 53ª Squadriglia ed inviati a Palermo-Boccadifalco per fronteggiare gli sbarchi alleati in Sicilia.
Il 29 luglio 1943 i pochi velivoli rimasti abbandonarono la Sicilia e si trasferirono alla base di Firenze Peretola dove il reparto venne colto al momento dell'armistizio dell'8 settembre con 3 CR 42. Impossibilitato a continuare, lo Stormo venne sciolto.